# Ryoo Seung-wan
Ryoo Seung-wan (nascut el 15 de desembre de 1973) és un director de cinema de Corea del Sud. Va debutar el 1996 amb el curtmetratge 'Dangerous Head', després va treballar com a director amb el director Park Chan-wook, va prendre classes de cinema i va debutar al llargmetratge l'any 2000 amb Die Bad. L'any 2000, va rebre els Blue Dragon Film Awards al millor director novell, cridant l'atenció de la indústria cinematogràfica. Ryoo Seung-wan és anomenat el "noi d'acció" de Corea per la seva acció única i el seu estil de vida dur, i va dirigir pel·lícules com Crying Fist i The Battleship Island.

## Primers anys i formació
Ryoo Seung-wan va néixer el 1973 a Onyang, un petit poble de la província de Chungcheong del Sud. Amb l'elecció de pel·lícules nacionals limitada principalment a pel·lícules de propaganda i d'hostessa a causa de l’extrema censura governamental, el jove Ryoo va optar sovint per les pel·lícul·les d’acció més cinètiques i d'esperit lliure del cànon Shaw Brothers. Veure el Drunken Master de Jackie Chan el va convertir en un fan de tota la vida, i Ryoo va passar la seva joventut construint el seu coneixement i amor per les pel·lícules d’acció a l'estil de Hong Kong. Somiant amb convertir-se en director de cinema algun dia, va prendre classes de taekwondo i va estalviar els diners del dinar durant tres anys durant l'escola secundària per comprar una càmera de 8mm, amb la qual va rodar curtmetratges.

## Carrera

### Primers anys
Ryoo es va convertir en l'únic sostenidor de la seva família després de perdre els seus pares mentre estava a l'escola secundària. Més tard va abandonar l'escola secundària el 1992 i va treballar durant sis mesos per recaptar prou diners per cobrir les despeses bàsiques d'un any de vida de la seva família. Després d'això, es va incorporar a un taller privat de cinema i va pagar la seva matrícula mitjançant diverses feines a temps parcial: com a treballador de la construcció, conserge d'hotel, conductor de carro de verdures i fins i tot instructor en una autoescola il·legal. Ryoo, fan d'un jove director desconegut anomenat Park Chan-wook que va debutar el 1992 amb The Moon Is... the Sun's Dream i la seva feina com a crític, va anar a conèixer Park. i els dos es van fer amics ràpidament. Aquells anys de formació també va veure el debut de Ryoo com a director "real", amb el curt de 1996 Transmutated Head. El DP del curt de 19 minuts va ser Jang Joon-hwan (aleshores un jove estudiant de l'acadèmia de cinema), i va presentar moltes cares conegudes en l'escena indie coreana, inclòs l'actor de personatges Heo Jong- soo i Lee Mu-young (futur director de The Humanist).
Amb uns quants anys d'experiència com a ajudant de direcció a Whispering Corridors i la pel·lícula de Park de 1997 Trio, Ryoo estava preparat per iniciar la seva pròpia carrera. El debut de Ryoo es va planificar inicialment com un llargmetratge complet, però diversos problemes el van obligar a rodar curtmetratges separats que comparteixen personatges i temes comuns. El 1998 el seu curtmetratge Rumble li va fer guanyar el premi a la millor pel·lícula al Festival de curtmetratges de Busan de 1998, i un any més tard va signar un contracte per desenvolupar un llargmetratge a partir de Rumble i tres seqüeles següents, una de les que va ser el seu curt Modern Man, que no sols va ser el favorit del públic, sinó que també va guanyar el premi a la millor pel·lícula en un festival de curtmetratges el 1999.
De 1996 a 1999, Ryoo va rodar quatre curtmetratges de baix pressupost protagonitzats per ell mateix, el seu germà petit Seung-bum i diversos amics. Amb estils sorprenentment diversos però amb una narrativa comuna, aquests curts es van reeditar, combinar i llançar l'any 2000 com el debut com a director de Ryoo Seung-wan Die Bad. Els quatre curtmetratges, rodats amb un pressupost molt baix d'uns 65 milions de wons, es van convertir en el primer llargmetratge de Ryoo: Die Bad. En una època en què els èxits de taquilla com Shiri i Joint Security Area feien furor al cinema coreà, el drama d'acció es va convertir en un sensació instantània. Protagonitzant la pel·lícula ell mateix juntament amb alguns amics de la indústria i fins i tot el seu germà petit Ryoo Seung-bum, Ryoo es va convertir instantàniament en un èxit de culte, elogiat a dreta i esquerra pel seu debut magistral. Aclamada per la crítica com a poderosament visceral, esfereïdora i terriblement enfadada, la pel·lícula es va convertir instantàniament en un èxit de culte, cridant l'atenció sobre els germans Ryoo. Una ressenya va descriure el debut com a actor de Ryoo Seung-bum com "un gir naturalista sorprenent", i va guanyar el millor actor novell als Grand Bell Awards. Amb el seu debut com a director, Ryoo va ser conegut com l'"Action Kid".
Amb el país experimentant un creixement enorme en la penetració d'Internet d'alta velocitat, algunes empreses van intentar comptar amb aquest impuls produint curtmetratges en línia. L'any 2000, el desaparegut lloc web de Cine4M va llançar un curtmetratge de Ryoo juntament amb A Terrible Day de Jang Jin i Coming Out de Kim Jee-woon. El següent de Ryoo Seung-wan Dachimawa Lee, titulat després de l'argot de la indústria ("tachimawari" és una part de les obres teatre Kabuki que impliquen escenes d'acció espectaculars), el curt Dachimawa Lee va ser un curtmetratge paròdia salvatge i hilarant de 35 minuts del cinema amb el què va créixer: pel·lícules d'acció coreanes dels anys 60 i els anys 70, pel·lícules de Bruce Lee i germans Shaw, els melodrames de masclisme kitsch coreans i, per descomptat, Jackie Chan. Combinant el doblatge de veu exagerat amb una acció deliberadament equivocada, Dachimawa Lee va tenir un enorme èxit en línia, fent de l'actor principal Im Won-hee una estrella menor i el nom dels germans Ryoo encara més grans. El germà petit del director Ryoo Seung-bum va interpretar a Washington, un jove pinxo amb un cor d'or i un enorme afro. El curt, reproduït al lloc web de Cine4M, ara desaparegut, va ser molt popular en línia.
Les grans expectatives sovint porten a decepcions igualment grans, que és el que van sentir els experts i els crítics de la indústria sobre el primer llargmetratge real de Ryoo, l'acció noir No Blood No Tears. La pel·lícula va barrejar grans estrelles com Jeon Do-yeon amb actors del món del teatre com Jung Jae-young. El seu germà petit Seung-bum es va unir al director Ryoo una vegada més, que començava a fer-se un nom a la indústria independentment del seu germà. Mal entesa com un clon de Guy Ritchie o Quentin Tarantino, la pel·lícula de Ryoo va ser una barreja estimulant de tots els elements que van fer de Die Bad una de les millors pel·lícules de debut en la història recent de Chungmuro, però també va afegir una mala ratxa d'ultra-realisme. Aquest últim va ser aportat per Jung Doo-hong, ocasionalment actor, però més conegut com el millor coreògraf d'acció del país, el realisme extrem del qual equilibrava la sensibilitat cinematogràfica més fantàstica de Ryoo. No Blood No Tears va ser un fracàs a la taquilla; va ser un període difícil per a Ryoo, que es va sentir clarament traït per les mateixes persones que li havien posat expectatives impossibles a les espatlles.
Després d'aquesta decepció, Ryoo va col·laborar de nou amb Jung Doo-hong i el seu germà Seung-bum, juntament amb el nouvingut Yoon So-yi. Els quatre es van embarcar en Arahan, en part wuxia actual i en part comèdia local. Malgrat el seu èxit comercial, els crítics encara no estaven satisfets, continuant lamentant la pèrdua del nen prodigi de Chungmuro.
Ryoo va trigar dos anys més a tornar, però el 2005 Crying Fist va ser en molts aspectes una prova que havia madurat més enllà de les etiquetes fàcils i els límits del gènere tradicional. Ryoo era més que un nen d'acció. Protagonitzada per l'aclamat actor veterà Choi Min-sik, la pel·lícula va veure el naixement oficial d'una nova estrella, Ryoo Seung-bum. Impressionant constantment a la crítica i al públic des del seu debut l'any 2000, Ryoo va mostrar una energia i un abast increïbles a la pel·lícula, de manera que sovint eclipsava al seu col·lega més gran i més prestigiós. Però la veritable estrella de Crying Fist no era altra que Ryoo Seung-wan. Finalment, despullant-se dels tropes del gènere, va poder dibuixar una increïble representació emocional de dues persones que van guanyar el combat de boxa més important de les seves vides: el partit contra els seus propis dimonis interiors. Més una història de supervivència que un simple drama esportiu, Crying Fist es va estrenar l'1 d'abril de 2005, 'A Bittersweet Life del vell amic de Ryoo, Kim Jee-woon, oferint una de les millors capçaleres de l'any 2005. Les dues pel·lícules van obtenir excel·lents crítiques, però es van acabar cancel·lant mútuament a taquilla, venent-se una mica més d'un milió d’entrades cadascuna.

El 2005, Ryoo va fundar Filmmaker R&K amb la seva esposa Kang Hye-jeong.
Després de l'èxit d’If You Were Me de 2003, la Comissió Nacional de Drets Humans de Corea del Sud va encarregar una segona pel·lícula omnibus el 2006, If You Were Me 2. Cinc directors: Park Kyung-hee, Jang Jin, Jung Ji-woo, Kim Dong-won i Ryoo, van contribuir amb curtmetratges sobre una qüestió de drets humans de la seva elecció. El curt de Ryoo Hey Man! és gairebé una interpretació completa d'un home (Kim Su-yeon) amb múltiples prejudicis que el porten a abandonar tots els seus "amics" i companys patrons que comparteixen l'espai comunitari d'un restaurant de mitjanit.
El 2006 Seoul Art Cinema va organitzar un programa especial "Anatomy of Violence: Ryoo Seung-wan's Action School" en el qual Ryoo va seleccionar 10 pel·lícules per projectar i discutir amb els participants, incloses cinc de les seves pròpies obres. El programa tenia com a objectiu entendre millor l'art de fer cinema d'acció.
A l'espera d'aconseguir finançament per a la seva primera pel·lícula de zombis Yacha, Ryoo va decidir portar el seu amic Jung Doo-hong per a un altre repte, fent una darrera salutació a les pel·lícules d'acció pura amb què va créixer i li va donar el seu sobrenom. Ambdós tenien una certa experiència d'actuació, Jung principalment a les pel·lícules de Ryoo i Ryoo amb Die Bad, un paper secundari a  Oasis de Lee Chang-dong, i un parell de cameos a les pel·lícules de Park Chan-wook. Però aquesta era una altra història: per primera vegada, Jung i Ryoo serien els protagonistes. Produïda sota CJ Entertainment, The City of Violence és una pel·lícula d'acció de baix pressupost HD per mostrar el potencial de la nova tecnologia. Tal com ho va descriure Ryoo, The City of Violence és com una pel·lícula d'acció pura a l'estil Jackie Chan amb personatges d'una pel·lícula de Chang Cheh en un món semblant al de Chinatown de Roman Polanski. La pel·lícula porta a un duel final les dues filosofies conflictives dels socis de molt de temps (el títol coreà de la pel·lícula, Jjakpae, significa parella). La fantasia i el realisme, la tècnica estranya i l'acció brutal d'estil de baralla de carrer es combinen per formar un flux cinematogràfic pur.
El 2009 Ryoo va dirigir quatre mini-pel·lícules per a l'Organització de Turisme de Corea dirigides al mercat xinès. Cada pel·lícula explica una història que representa la bellesa dels llocs de viatge de Corea a través de quatre temes: Hallyu (pel·lícules i drames coreans), menjar, compres i llocs de moda per visitar com Hongdae o Cheongdam-dong. Els anuncis de turisme foren protagonitzats per Gao Yuanyuan i Li Guangjie com a parella xinesa, amb cameos de Song Seung-heon, Park Hae-jin i Park Eun-hye.
Aleshores, per promoure el llançament del nou model MOTO Klassic de Motorola, Ryoo va escriure i va dirigir un curtmetratge de 22 minuts protagonitzat per l'estrella d'arts marcials japonesa d'origen estatunidenc Kane Kosugi i el coreògraf d'acció Jung Doo-hong. Titulat Timeless i ambientat a l'escola d'acrobàcies de Jung, el curt d'estil fals documental evita l'ús de CGI en escenes de lluita i avança el retorn a l'acció de la vella escola.

### 2010 - present
La seva pel·lícula de 2010 The Injust, una història sobre la corrupció entre policies i fiscals, va rebre crítiques entusiastes per la seva narració perfecta intercalada amb seqüències d'acció, comentaris socials i actuacions potents de Hwang Jung-min i el seu germà Seung-bum. Va tenir èxit a taquilla amb més de 2,7 milions d'entrades venudes, la qual cosa la va situar a la llista dels deu primers taquilles d'aquell any.
La següent pel·lícula de Ryoo The Berlin File va ser un thriller d'espionatge sobre un espia nord-coreà que és traït i deixat anar quan s'exposa un tracte d'armes. Mentre es preparava per a la pel·lícula, Ryoo es va reunir amb diversos desertors de Corea del Nord i va rodar el documental Spies per a l'emissora coreana MBC com a part d'una sèrie especial que es va emetre el 2011, amb la intenció de "per fer una pel·lícula d'acció d'espionatge realista, ràpida i d'estil coreà sobre agents de Corea del Sud que descobreixen els comptes secrets de Corea del Nord i com s'impliquen les dinàmiques polítiques entre les dues Corees". Ryoo va dir que volia que la pel·lícula recordés a The Bourne Identity, i a nivell emocional, que se centres en la solitud i el dolor d'aquells que viuen com a agents secrets. Es va rodar gairebé al 100% a Europa, concretament a Berlín, Alemanya i Riga, Letònia. La pel·lícula va vendre 7,17 milions d'entrades a principis de 2013 per convertir-se en la pel·lícula d'acció coreana més taquillera de tots els temps. Però a causa del seu gran pressupost, amb prou feines es va recuperar fins i tot comercialment. Ryoo va dir més tard que la pel·lícula no va poder connectar completament amb el públic més jove que coneixia poc de l'època de la Guerra Freda, i que "després de fer una pel·lícula tan cara, el que s’enduia era que (ell) havia de fer una més barata."
El 2015, Ryoo va escriure i dirigir Veteran, una pel·lícula d'acció sobre un magnat de negocis amoral i poderós de tercera generació, perseguit tenaçment per un detectiu que investiga les misterioses ferides d'un conductor de camió. Ryoo va dir: "Com que (la pel·lícula) tracta sobre el món que conec i la història de la gent que conec, em va ser còmode. […] Però sentir-me còmode no vol dir que la feina sigui fàcil. Només vol dir que em sento còmode (treballant els problemes). […] No volia que la pel·lícula es basés en una venjança personal, i vull que mostri com una persona obté justícia a través del sistema legal." Fet amb un pressupost modest de 6.000 milions de wons, Veteran es va convertir en un gran èxit de taquilla a la taquilla de Corea del Sud, venent 13,3 milions d'entrades i guanyant 89,7 milions de dòlars. És el major èxit de la carrera de Ryoo i actualment la 5a pel·lícula més taquillera de tots els temps de la història del cinema coreà.
El seu següent projecte va ser The Battleship Island, ambientat a Illa d'Hashima, una illa perifèrica abandonada pel Japó davant de la costa de Nagasaki, on innombrables coreans van ser reclutats a treball forçat durant la Segona Guerra Mundial. La pel·lícula segueix un grup d'agents nord-americans de l'OSS i combatents per la independència coreans en una missió per evacuar una figura clau de Corea de l'illa.
El 2021, Ryoo va dirigir Escape from Mogadishu, una pel·lícula basada en fets reals de la Guerra Civil somali dels anys noranta. Mostra detalls del perillós intent de fugida realitzat pel personal de les ambaixades de Corea del Nord i del Sud encallats durant el conflicte. La pel·lícula feta amb un cost de producció de 24.000 milions de wons i es va rodar íntegrament al Marroc. Va ser seleccionada com a entrada de Corea del Sud a la millor pel·lícula internacional ls Premis Oscar de 2021.

## Producció cinematogràfica
Ryoo Seung-wan és anomenat el "nen d'acció" de Corea per la seva acció única i el seu estil de vida dur.
Ryoo col·laborava sovint amb l'editora de pel·lícules Nam Na-yeong. Ella ha editat les pel·lícules Arahan, The City of Violence, i Crying Fist.
Ryoo és conegut per repartir amb freqüència els mateixos actors, amb el seu germà petit Ryoo Seung-bum sent un dels seus col·laboradors més freqüents.

## Vida personal
Ryoo està casat amb Kang Hye-jung, productora de cinema i directora general de la seva productora Filmmaker R&K. Es van conèixer quan Kang era membre de la tripulació del seu curtmetratge de 1996 Transmutated Head.

## Filmografia

### Vídeos musical
| Any  | Títol                                                | Artista  | Acreditat com a Director | Ref. |
| ---- | ---------------------------------------------------- | -------- | ------------------------ | ---- |
| 2007 | Ballerino                                            | Leessang | Sí                       |      |
| 2009 | The Girl Who Can't Break Up, The Boy Who Can't Leave | Leessang | Sí                       |      |

### Curmetrartges
| Any  | Títol                                                  | Títol                | Acreditat com | Acreditat com | Acreditat com | Acreditat com | Ref.   |
| Any  | Anglès                                                 | Coreà                | Director      | Escriptor     | Productor     | Cameo         | Ref.   |
| ---- | ------------------------------------------------------ | -------------------- | ------------- | ------------- | ------------- | ------------- | ------ |
| 1996 | Transmutated Head                                      | 변질헤드             | Sí            | Sí            | Sí            | No            | [ 32 ] |
| 1999 | Rumble                                                 | 패싸움               | Sí            | Sí            | No            | Sí            | [ 33 ] |
| 1999 | Our Contemporaries                                     | 현대인               | Sí            | Sí            | No            | Sí            | [ 34 ] |
| 2000 | Dachimawa Lee                                          | 다찌마와 LEE         | Sí            | Sí            | No            | Sí            | [ 35 ] |
| 2006 | Hey Man curtmetratge per If You Were Me 2              | 남자니까 아시잖아요? | Sí            | No            | No            | No            | [ 36 ] |
| 2009 | Come to Korea Minipel·lícula KTO comercials de turisme | 한국 놀러오세요      | Sí            | No            | No            | No            | [ 37 ] |
| 2009 | Timeless Curtmetratge per MotoKlassic                  |                      | Sí            | Sí            | No            | Sí            | [ 38 ] |
| 2011 | Spies Documental MBC                                   |                      | Sí            | No            | No            | No            |        |
| 2013 | Behind the Camera                                      |                      | No            | No            | No            | Sí            |        |
| 2013 | TASTEmakers Film Project                               |                      | No            | No            | Sí            | No            |        |
| 2014 | Ghost curtmetratge per Mad Sad Bad                     |                      | Sí            | No            | No            | No            |        |

### Llargmetratges
| Any  | Títol                       | Títol                                         | Acreditat com                                  | Acreditat com | Acreditat com | Acreditat com                                 | Ref.   |
| Any  | Anglès                      | Coreà                                         | Director                                       | Escriptor     | Productor     | Cameo                                         | Ref.   |
| ---- | --------------------------- | --------------------------------------------- | ---------------------------------------------- | ------------- | ------------- | --------------------------------------------- | ------ |
| 1997 | Trio                        |                                               | Ajudant de direcció                            | No            | No            | dependent de la botiga d'instruments musicals |        |
| 1998 | Whispering Corridors        |                                               | Ajudant de direcció                            | No            | No            |                                               |        |
| 1999 | Dr. K                       |                                               | Ajudant de direcció                            | No            | No            |                                               |        |
| 2000 | Die Bad                     | 죽거나 혹은 나쁘거나                          | Sí                                             | Sí            | No            | Seok-hwan                                     | [ 39 ] |
| 2002 | Sympathy for mr. Vengeance  |                                               | No                                             | No            | No            | Repartidor de restaurant xinès                |        |
| 2002 | Oasis                       |                                               | No                                             | No            | No            | Hong Jong-se                                  |        |
| 2002 | No Blood No Tears           | 피도 눈물도 없이                              | Sí                                             | Sí            | No            |                                               | [ 40 ] |
| 2004 | Arahan                      | 아라한 장풍대작전                             | Sí                                             | Sí            | No            |                                               | [ 41 ] |
| 2005 | Sympathy for Lady Vengeance |                                               |                                                | No            | No            | passant                                       |        |
| 2005 | Crying Fist                 | 주먹이 운다                                   | Sí                                             | Sí            | No            |                                               | [ 42 ] |
| 2006 | The City of Violence        | 짝패                                          | Sí                                             | Sí            | Sí            | Yoo Seok-hwan                                 | [ 43 ] |
| 2008 | Dachimawa Lee               | 다찌마와 리: 악인이여 지옥행 급행열차를 타라! | Sí                                             | Sí            | No            | Yoo Seok-hwan                                 | [ 44 ] |
| 2010 | The Trouble-solving Broker  | 해결사                                        | Kwon Hyuk-jae                                  | Sí            | Sí            |                                               | [ 45 ] |
| 2010 | Battlefield Heroes          |                                               |                                                | No            | No            | Capità de comando 1                           |        |
| 2010 | The Unjust                  | 부당거래                                      | Sí                                             | No            | Sí            |                                               | [ 46 ] |
| 2010 | Mama                        |                                               |                                                | No            | No            | director musical                              |        |
| 2013 | The Berlin File             | 베를린                                        | Sí                                             | Sí            | No            |                                               | [ 47 ] |
| 2014 | Rough Play                  |                                               |                                                | No            | No            |                                               |        |
| 2014 | One Summer Night            | 인생은 새옹지마                               | Kim Tae-yong                                   |               |               |                                               | [ 48 ] |
| 2014 | Mad Sad Bad                 | 신촌좀비만화                                  | - Ryoo Seung-wan - Han Ji-seung - Kim Tae-yong |               |               |                                               | [ 49 ] |
|      | Top Star                    |                                               | No                                             | No            | No            | Jeonju Film Festival VIP Role                 |        |
|      | Gyeongju                    |                                               | No                                             | No            | No            | Professor Kang                                |        |
| 2015 | Veteran                     | 베테랑                                        | Sí                                             | Sí            | No            |                                               | [ 50 ] |
| 2017 | The Battleship Island       | 군함도                                        | Sí                                             | Sí            | No            |                                               | [ 51 ] |
| 2019 | Svaha: The Sixth Finger     | 사바하                                        | Jang Jae-hyun                                  | No            | Sí            |                                               | [ 52 ] |
| 2019 | Exit                        | 엑시트                                        | Lee Sang Geun                                  | No            | Sí            |                                               | [ 53 ] |
| 2019 | Start-Up                    | 시동                                          | Choi Jeong-yeol                                | No            | Sí            |                                               | [ 54 ] |
| 2021 | Escape from Mogadishu       | 모가디슈                                      | Sí                                             | Sí            | No            |                                               | [ 55 ] |
| 2023 | Smugglers                   | 밀수                                          | Sí                                             | Sí            | No            |                                               | [ 56 ] |

## Membres del repartiment recurrents
Ryoo sovint torna a repartir actors amb qui ha treballat en pel·lícules anteriors.
| ActorTreball            | Hwang Jung-min | Im Won-hee | Jung Jae-young | Jo In-sung | Kim Byeong-ok | Ma Dong-seok | Ryu Seung-wan | Yoo Hae-jin |
| ----------------------- | -------------- | ---------- | -------------- | ---------- | ------------- | ------------ | ------------- | ----------- |
| Die Bad                 |                |            |                |            |               |              | 1             |             |
| No Blood No Tears       |                |            | 1              |            |               |              | 1             |             |
| Arahan                  |                |            |                |            |               |              | 1             |             |
| Crying Fist             |                | 1          |                |            | 1             |              | 1             |             |
| The City of Violence    |                |            |                |            | 1             |              |               |             |
| Dachimawa Lee           |                | 1          |                |            | 1             |              | 1             |             |
| Battlefield Heroes      | 1              |            |                |            |               |              | 1             |             |
| The Unjust              | 1              |            |                |            |               | 1            | 1             | 1           |
| The Berlin File         |                |            |                |            |               |              | 1             |             |
| Rough Play              |                |            |                |            |               | 1            | 1             |             |
| Top Star                |                |            |                |            |               |              | 1             |             |
| Gyeongju                |                |            |                |            |               |              | 1             |             |
| Veteran                 | 1              |            |                |            |               | 1            |               | 1           |
| The Battleship Island   | 1              |            |                |            |               |              |               |             |
| Svaha: The Sixth Finger |                |            |                |            |               |              |               |             |
| Exit                    |                |            |                |            |               |              |               |             |
| Start-Up                |                |            |                |            |               | 1            |               |             |
| Escape from Mogadishu   |                |            |                | 1          |               |              |               |             |
| Smugglers               |                |            |                | 1          |               |              |               |             |

## Reconeixements

### Premis i nominacions
| Any                                            | Premi                                                           | Categoria                                        | Receptor              | Resultat  | Ref.                        |
| ---------------------------------------------- | --------------------------------------------------------------- | ------------------------------------------------ | --------------------- | --------- | --------------------------- |
| 2000                                           | Blue Dragon Film Awards                                         | Millor nou director                              | Die Bad               | Guanyador |                             |
| 2010                                           | 13ns Director's Cut Awards                                      | Millor director                                  | The Unjust            | Guanyador | [ 57 ] [ 58 ]               |
| 2011                                           | 2ns Seoul Art and Culture Awards                                | Millor director de pel·lícula                    | The Unjust            | Guanyador | [ 59 ] [ 60 ] [ 61 ]        |
| 2011                                           | 47ns Baeksang Arts Awards                                       | Millor pel·lícula                                | The Unjust            | Nominat   |                             |
| 2011                                           | 47ns Baeksang Arts Awards                                       | Millor director                                  | The Unjust            | Nominat   |                             |
| 2011                                           | 2ns Buil Film Awards                                            | Millor pel·lícula                                | The Unjust            | Nominat   | [ 62 ] [ 63 ]               |
| 2011                                           | 2ns Buil Film Awards                                            | Millor director                                  | The Unjust            | Nominat   | [ 62 ] [ 63 ]               |
| 2011                                           | XLIV Festival Internacional de Cinema Fantàstic de Catalunya    | Millor pel·lícula (secció Casa Asia)             | The Unjust            | Guanyador | [ 64 ] [ 65 ]               |
| 2011                                           | 48na Grand Bell Awards                                          | Millor pel·lícula                                | The Unjust            | Nominat   |                             |
| 2011                                           | 48na Grand Bell Awards                                          | Millor director                                  | The Unjust            | Nominat   |                             |
| 2011                                           | 32ns Blue Dragon Film Awards                                    | Millor pel·lícula                                | The Unjust            | Guanyador | [ 66 ] [ 67 ] [ 68 ] [ 69 ] |
| 2011                                           | 32ns Blue Dragon Film Awards                                    | Millor director                                  | The Unjust            | Guanyador | [ 66 ] [ 67 ] [ 68 ] [ 69 ] |
| 2013                                           | 49ns Baeksang Arts Awards                                       | Millor pel·lícula                                | The Berlin File       | Nominat   | [ 70 ] [ 71 ]               |
| 2013                                           | 49ns Baeksang Arts Awards                                       | Millor director                                  | The Berlin File       | Nominat   | [ 70 ] [ 71 ]               |
| 2013                                           | 22ns Buil Film Awards                                           | Millor director                                  | The Berlin File       | Guanyador |                             |
| 2013                                           | 22ns Buil Film Awards                                           | Millor guió                                      | The Berlin File       | Nominat   |                             |
| 2013                                           | 34ns Blue Dragon Film Awards                                    | Millor pel·lícula                                | The Berlin File       | Nominat   |                             |
| 2013                                           | 34ns Blue Dragon Film Awards                                    | Millor director                                  | The Berlin File       | Nominat   |                             |
| 2015                                           | XILVIII Festival Internacional de Cinema Fantàstic de Catalunya | Premi Casa Asia (Asia Focus - Millor pel·lícula) | Veteran               | Guanyador | [ 64 ] [ 72 ]               |
| 2015                                           | 35ns Korean Association of Film Critics Awards                  | Millor pel·lícula                                | Veteran               | Nominat   | [ 73 ] [ 74 ]               |
| 2015                                           | 35ns Korean Association of Film Critics Awards                  | Millor director                                  | Veteran               | Guanyador | [ 73 ] [ 74 ]               |
| 2015                                           | 35ns Korean Association of Film Critics Awards                  | Millor guió                                      | Veteran               | Nominat   | [ 73 ] [ 74 ]               |
| 2015                                           | 35ns Korean Association of Film Critics Awards                  | Top 10 Films of the Year                         | Veteran               | Guanyador | [ 73 ] [ 74 ]               |
| 2015                                           | 15ns Korea World Youth Film Festival                            | Pel·lícula favorita del director                 | Veteran               | Guanyador |                             |
| 2015                                           | 52ns Grand Bell Awards                                          | Millor pel·lícula                                | Veteran               | Nominat   |                             |
| 2015                                           | 52ns Grand Bell Awards                                          | Millor director                                  | Veteran               | Nominat   |                             |
| 2015                                           | 52ns Grand Bell Awards                                          | Millor guió                                      | Veteran               | Nominat   |                             |
| 2015                                           | 36ns Blue Dragon Film Awards                                    | Millor pel·lícula                                | Veteran               | Nominat   | [ 75 ]                      |
| 2015                                           | 36ns Blue Dragon Film Awards                                    | Millor director                                  | Veteran               | Guanyador | [ 75 ]                      |
| 2015                                           | 36ns Blue Dragon Film Awards                                    | Millor guió                                      | Veteran               | Nominat   | [ 75 ]                      |
| 2015                                           | Cine 21 Movie Awards                                            | Millor director                                  | Veteran               | Guanyador |                             |
| 2015                                           | 2ns Korean Film Producers Association Awards                    | Millor director                                  | Veteran               | Guanyador |                             |
| 2016                                           | 7ns KOFRA Film Awards                                           | Millor director                                  | Veteran               | Guanyador |                             |
| 2016                                           | 11ns Max Movie Awards                                           | Millor pel·lícula                                | Veteran               | Guanyador |                             |
| 2016                                           | 11ns Max Movie Awards                                           | Millor director                                  | Veteran               | Guanyador |                             |
| 2016                                           | 11ns Max Movie Awards                                           | Best Poster                                      | Veteran               | Nominat   |                             |
| 2016                                           | 10ns Asian Film Awards                                          | Millor pel·lícula                                | Veteran               | Nominat   |                             |
| 2016                                           | 10ns Asian Film Awards                                          | Millor director                                  | Veteran               | Nominat   |                             |
| 2016                                           | 10ns Asian Film Awards                                          | Millor guió                                      | Veteran               | Nominat   |                             |
| 2016                                           | 52ns Baeksang Arts Awards                                       | Millor pel·lícula                                | Veteran               | Nominat   |                             |
| 2016                                           | 52ns Baeksang Arts Awards                                       | Millor director (pel·lícula)                     | Veteran               | Guanyador |                             |
| 2016                                           | 52ns Baeksang Arts Awards                                       | Millor guió (pel·lícula)                         | Veteran               | Nominat   |                             |
| 2016                                           | 25ns Buil Film Awards                                           | Millor pel·lícula                                | Veteran               | Guanyador |                             |
| 2016                                           | 25ns Buil Film Awards                                           | Millor director                                  | Veteran               | Nominat   |                             |
| 2016                                           | 25ns Buil Film Awards                                           | Millor guió                                      | Veteran               | Nominat   |                             |
|                                                | 1rs The Seoul Awards                                            | Millor pel·lícula                                | The Battleship Island | Nominat   | [ 76 ] [ 77 ]               |
| Festival de Cinema de Sitges                   | Millor llargmetratge                                            | Guanyador                                        | The Battleship Island | [ 78 ]    |                             |
| 37ns Korean Association of Film Critics Awards | Top 10 Films                                                    | Guanyador                                        | The Battleship Island | [ 79 ]    |                             |
| 23ns Chunsa Film Art Awards                    | Millor director                                                 | Nominat                                          | The Battleship Island | [ 80 ]    |                             |
| 2021                                           | 3ns Buil Film Awards                                            | Millor pel·lícula                                | Escape from Mogadishu | Guanyador | [ 81 ] [ 82 ]               |
| 2021                                           | 3ns Buil Film Awards                                            | Millor director                                  | Escape from Mogadishu | Nominat   | [ 81 ] [ 82 ]               |
| 2021                                           | 3ns Buil Film Awards                                            | Millor guió                                      | Escape from Mogadishu | Guanyador | [ 81 ] [ 82 ]               |
| 2021                                           | 42ns Blue Dragon Film Awards                                    | Millor pel·lícula                                | Escape from Mogadishu | Guanyador | [ 83 ] [ 84 ] [ 85 ] [ 86 ] |
| 2021                                           | 42ns Blue Dragon Film Awards                                    | Millor director                                  | Escape from Mogadishu | Guanyador | [ 83 ] [ 84 ] [ 85 ] [ 86 ] |
| 2021                                           | 42ns Blue Dragon Film Awards                                    | Millor guió                                      | Escape from Mogadishu | Nominat   | [ 83 ] [ 84 ] [ 85 ] [ 86 ] |
| 2021                                           | Korean Association of Film Critics Awards                       | Millor director                                  | Escape from Mogadishu | Guanyador | [ 87 ]                      |
| 2021                                           | 8ns Korean Film Writers Association Awards                      | Millor pel·lícula                                | Escape from Mogadishu | Guanyador | [ 88 ]                      |
| 2022                                           | 58ns Baeksang Arts Awards                                       | Gran Premi – Pel·lícula                          | Escape from Mogadishu | Guanyador | [ 89 ] [ 90 ] [ 91 ]        |
| 2022                                           | 58ns Baeksang Arts Awards                                       | Millor pel·lícula                                | Escape from Mogadishu | Guanyador | [ 89 ] [ 90 ] [ 91 ]        |
| 2022                                           | 58ns Baeksang Arts Awards                                       | Millor director                                  | Escape from Mogadishu | Nominat   | [ 89 ] [ 90 ] [ 91 ]        |
| 2022                                           | 58ns Baeksang Arts Awards                                       | Millor guió                                      | Escape from Mogadishu | Nominat   | [ 89 ] [ 90 ] [ 91 ]        |
| 2022                                           | Fantasporto                                                     | Millor pel·lícula Orient Express                 | Escape from Mogadishu | Guanyador | [ 92 ] [ 93 ]               |
| 2022                                           | Chunsa Film Art Awards 2022                                     | Millor director                                  | Escape from Mogadishu | Nominat   | [ 94 ] [ 95 ] [ 96 ]        |
| 2022                                           | Chunsa Film Art Awards 2022                                     | Millor guió                                      | Escape from Mogadishu | Nominat   | [ 94 ] [ 95 ] [ 96 ]        |
| 2023                                           | Buil Film Awards                                                | Millor director                                  | Smugglers             | Nominat   | [ 97 ]                      |
| 2023                                           | Buil Film Awards                                                | Millor pel·lícula                                | Smugglers             | Nominat   | [ 97 ]                      |
| 2023                                           | 44ns Blue Dragon Film Awards                                    | Millor pel·lícula                                | Smugglers             | Guanyador | [ 98 ]                      |
| 2023                                           | 44ns Blue Dragon Film Awards                                    | Millor director                                  | Smugglers             | Nominat   | [ 98 ]                      |
| 2023                                           | Grand Bell Awards                                               | Millor pel·lícula                                | Smugglers             | Nominat   | [ 99 ]                      |
| 2023                                           | Grand Bell Awards                                               | Millor director                                  | Smugglers             | Guanyador | [ 99 ]                      |

### Honors d’estat
| País        | Cerimònia                                          | Any  | Honor o premi             | Ref.    |
| ----------- | -------------------------------------------------- | ---- | ------------------------- | ------- |
| South Korea | Premis per la cultura i les arts populars de Corea | 2013 | Presidential Commendation | [ 103 ] |